# Thesálie
Thesálie (řecky: Θεσσαλία, Thessalía), případně Thessálie, je jedním z 13 řeckých krajů, který se dále člení do pěti regionů: Karditsa, Lárisa, Magnesia, Sporady a Trikala. Rozkládá se v centrální části Řecka. Na severu sousedí s Makedonií, na západě s Epirem a na jihu se Středním Řeckem. Z východu je omývána Egejským mořem. Má rozlohu 14 036 km² a počet jejích obyvatel činí 760 714 (podle censu z roku 2005). Hlavním městem tohoto kraje je město Larisa, ležící uprostřed úrodné nížiny. Jediným důležitým přístavem je Volos na poloostrově Magnisia v Pagavském zálivu. Starověké památky jsou zejména v oblasti Volosu: Iolkos, Demetrias, Sesklo, Dimini, Farsala a nejdůležitější Meteora – byzantské kláštery na těžko přístupných skalách.

## Geografie
Z geografického hlediska je Thesálie tvořena nížinou kolem měst Trikala a Larissa obklopenou prstencem pohoří. Nejvýznamnějším vodním tokem je řeka Pinios, do níž se vlévá mnoho menších přítoků. Region je vymezen přirozenými topografickými hranicemi: na severu se nacházejí pohoří Kamvunia a Titaros, zatímco na severovýchodě leží Olympský masiv. Směrem na západ se rozkládá horské pásmo Pindos a při pobřeží na východě a jihovýchodě se nalézají pohoří Ossa a Pilio. Počasí v zimě a v létě je velice rozdílné, přičemž zimní deště přispívají k vyšší úrodnosti zdejší půdy. Thesálie bývá proto často nazývána „obilnicí Řecka“.

## Historie

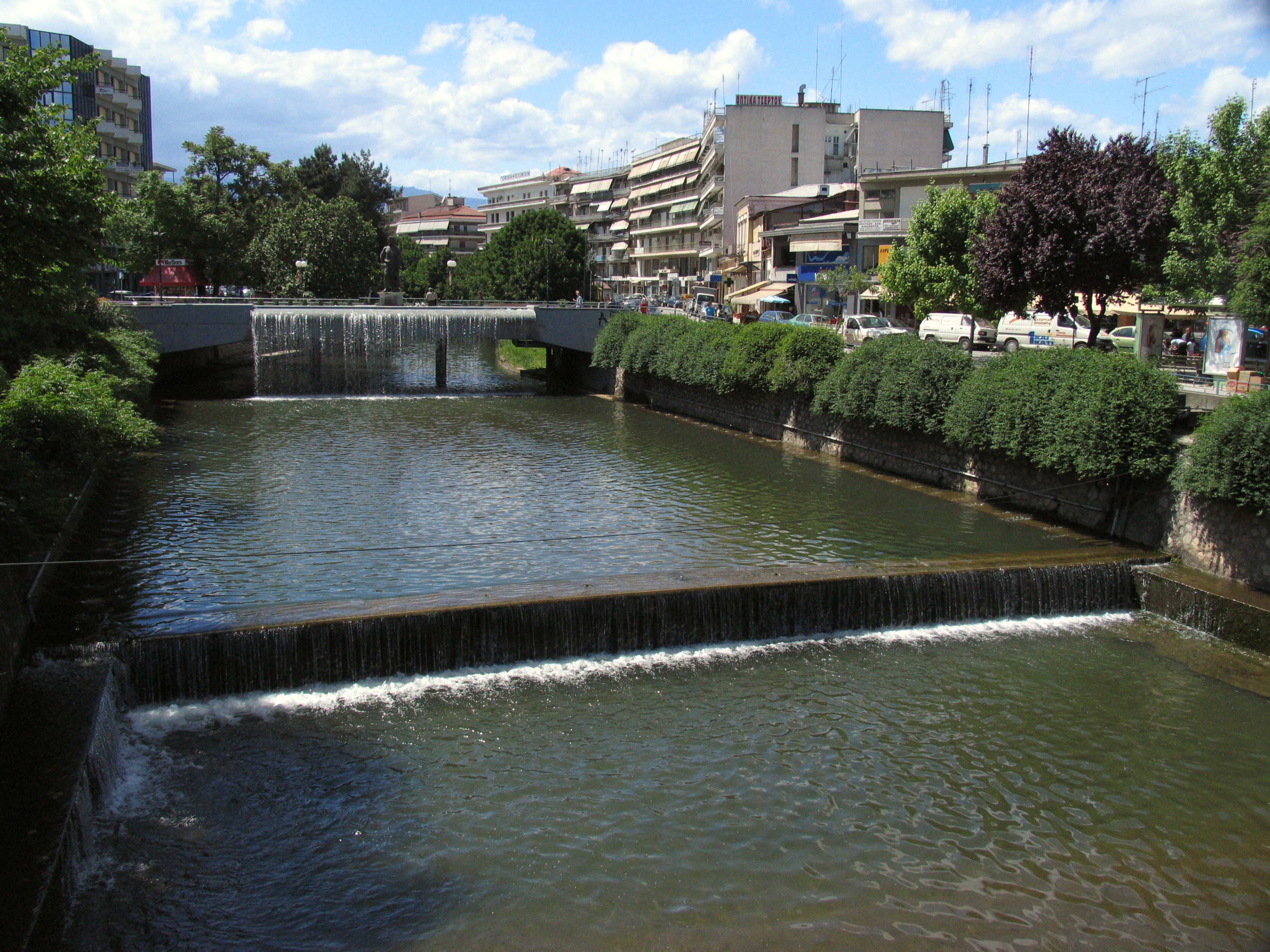
Řeka Litheos ve městě Trikala.

Zhruba kolem roku 2500 př. n. l. se Thesálie stala střediskem rozvinuté neolitické kultury. V oblasti byly rovněž objeveny pozdější mykénské osady v lokalitách Iolkos, Dimini a Sesklo (poblíž města Volos). Někdy před rokem 1000 př. n. l. pronikly do oblasti ze severozápadu thesalské kmeny. V dobách starověkého Řecka ovládaly území thesálské nížiny různé mocné aristokratické rody, jako byli například Aleuovci z Larisy či Skopadovci z Krannónu. Tito vládcové postupem času vytvořili federaci, jež zahrnovala všechny thesálské obce. Mimořádné proslulosti se v řeckém světě těšila thesálská jízda.
Během řecko-perských válek se Aleuovci připojili na stranu Peršanů. Ve 4. století př. n. l. učinil z Thesálie významnou vojenskou mocnost tyran Iásón z Fer, jenž se opíral o svoje početné žoldnéřské vojsko, s pomocí něhož zemi v roce 374 př. n. l. sjednotil. Předtím, než mohl dosáhnout dalších úspěchů, byl ale zavražděn. Nedlouho nato thesálští vládcové upadli do závislosti na Makedonii poté, co si jejich zemi v roce 344 př. n. l. podrobil Filip II. Makedonský.
V roce 148 př. n. l. začlenili Římané Thesálii do provincie Makedonie, ovšem kolem roku 300 za vlády císaře Diokleciána byla Thesálie ustavena samostatnou provincií s hlavním městem Larisou. Poté zůstala Thesálie součástí východořímské (byzantské) říše až do 13. století, kdy velkou část území obsadili valašští pastevci (Velké Valašsko). Po čtvrté křížové výpravě připadla Thesálie latinskému soluňskému království, avšak v roce 1215 byla dobyta vládcem epirského despotátu Theodorem Komnenem Dukou. Jeho potomci spravovali tuto oblast jako nezávislé teritorium do roku 1318. Následovalo období byzantské a srbské dominance. Thesálie pak na určitou dobu obnovila svoji nezávislost, která ale skončila v roce 1394 po dobytí Osmany. Konečně v roce 1881 odstoupila Osmanská říše většinu Thesálie Řecku.